# بنتام (اوهایو)
بنتام (به انگلیسی: Bantam) یک منطقهٔ مسکونی در ایالات متحده آمریکا است که در شهرستان کلرمونت، اوهایو واقع شده‌است. بنتام ۲۶۳٫۰۵ متر بالاتر از سطح دریا واقع شده‌است.